# Farol da Ponta Varandinha
Der Farol da Ponta Varandinha (dt.: „Leuchtturm des Varandinha-Kap“) ist ein Leuchtturm am Kap Ponta Varandinha, dem westlichsten Punkt der Insel Boa Vista im atlantischen Inselstaat Kap Verde. Die Landzunge liegt ca. 5 km westlich des nächsten Dorfes, Povoação Velha.
Der Leuchtturm wird von der Direcção Geral de Marinha e Portos (DGMP) betrieben.

## Architektur
Der Leuchtturm ist eine schlanke, schwarz-weiß-gestrichene Säule mit einer Höhe von 7 m. Die Feuerhöhe liegt bei 22 m. Das Signal besteht aus zwei weißen Blitzen in einer Periode von sechs Sekunden.
Identifikationen: Amateur Radio Lighthouse Society (ARLHS): CAP-014; PT-2100 - United Kingdom Hydrographic Office (Admiralty): D2916 - National Geospatial-Intelligence Agency (NGA):  113-2417.